# Interjet

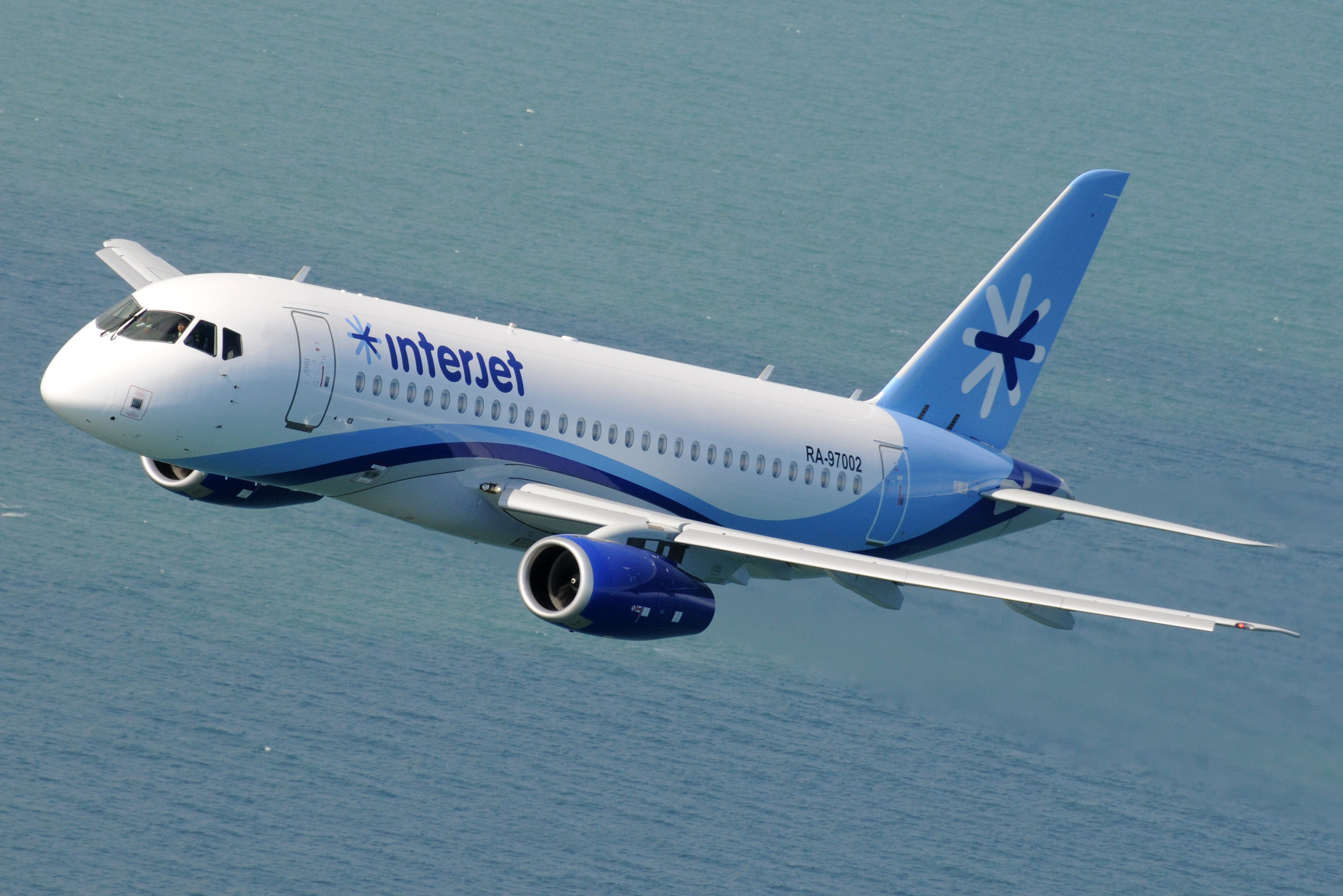
Suchoi Superjet 100 der Interjet, nahe Flughafen Venedig-Tessera

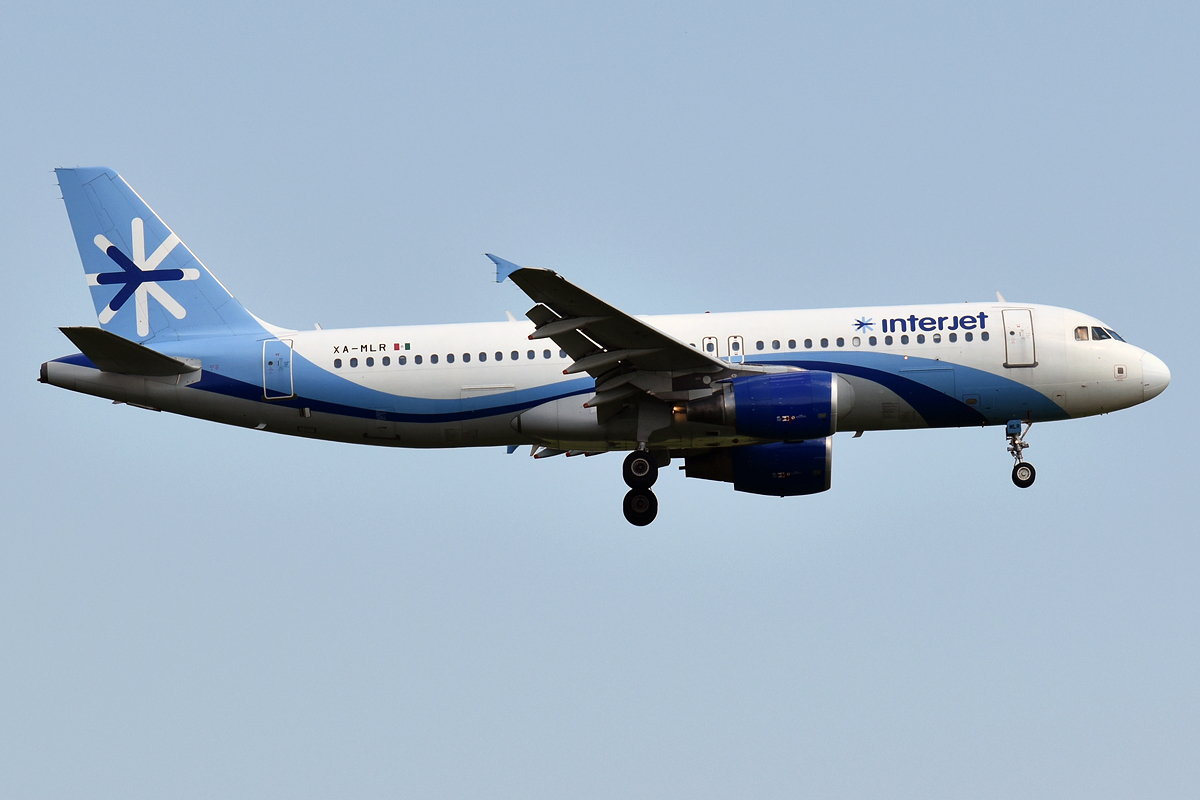
Airbus A320 der Interjet, 2019

Interjet war eine mexikanische Fluggesellschaft mit Sitz in Toluca. Zu ihren besten Zeiten war die Gesellschaft mit einer Flotte aus Airbus A319, Airbus A320, Airbus A321 und der Suchoi Superjet 100 die drittgrößte Fluggesellschaft in Mexiko, beim internationalen Passagieraufkommen sogar die Zweitgrößte und flog damit über 80 Ziele mit einem Passagieraufkommen von über 15 Millionen an. Mitte Dezember 2020 hatte sie kein Geld mehr, um Kerosin zu bezahlen, zuvor war es schon Anfang November und Anfang Dezember 2020 zu kompletten Einstellungen der Flüge gekommen.

## Geschichte
Interjet bot ab dem 1. Dezember 2005 Flüge an. Der Besitzer von Interjet war die Grupo Alemán, gegründet von Vater und Sohn der gleichnamigen Familie des ehemaligen Staatspräsidenten Miguel Alemán Valdés. Der Betrieb wurde mit sieben gebrauchten A320 aufgenommen, welche von Volare kamen. Später stießen 16 neue Airbus-Maschinen zur Flotte, ab 2010 10 weitere Flugzeuge. Nach einer längeren Wachstumsphase war die Gesellschaft dank regionaler Ausrichtung und tiefer Preise im Jahr 2011 die Nummer zwei im Land nach Passagieraufkommen. Ab 2012 flog sie erstmals nach Los Angeles. Interjet war die erste westliche Fluggesellschaft, welche den russischen Suchoi Superjet in ihre Flotte aufnahm. Die Kosten für 10 Suchois hätten nach Aussagen eines Mitglieds der Geschäftsführung etwa der Vorauszahlung für ein Airbus-Flugzeug entsprochen. Ab 2013 wurden die Suchoi ausgeliefert. Ab 2014 baute Interjet seinen internationalen Flugplan weiter aus und versuchte mit einer als „Hybrid“ bezeichneten Strategie, nicht nur in Sachen Preis, sondern auch mit zusätzlichem Service zu konkurrieren. Fortan hatte die Gesellschaft Probleme mit der Positionierung zwischen der Ultra-Billigfluggesellschaft Volaris und der großen Aeroméxico. Der Anteil des Auslandsgeschäfts steigerte sich von 11 Prozent im Jahr 2014 auf 21 Prozent im November 2017.
Im Frühjahr 2019 erklärte Interjet zum Superjet, den Typ behalten zu wollen, wenn Suchoi den Verdienstausfall der nicht fliegenden Flugzeuge bezahlt. Zu diesem Zeitpunkt war Interjet der einzige Betreiber des Flugzeuges im Westen, nachdem auch die irische CityJet diesen Flugzeugtyp stillgelegt hatte. Beim definitiven Entscheid die Flotte aufzugeben war unklar, ob die zum Teil als Ersatzteillager genutzten Flugzeuge überhaupt noch verkauft werden konnten.
Im Juni 2019 bediente die Gesellschaft mit ihren 65 Airbus-Flugzeugen und den im Einsatz befindlichen Superjet 54 Ziele in neun Ländern und beförderte in einem Monat über 1,3 Millionen Passagiere. Wie die anderen beiden großen Fluggesellschaften Mexikos, Volaris und Aeroméxico, flog sie dabei ebenfalls Verluste ein. Im Juli 2019 stand laut dem Besitzer ein Verkauf der Airline zur Debatte, dies nach mehreren Monaten, in denen er von einem Bankrott gesprochen hatte („After several months in which he was talking about the possible bankruptcy of Interjet“). Im August 2019 konnte Interjet vor Gericht abwenden, dass sie der Steuerbehörde Mexikos einen Teil ihrer Einnahmen abgeben musste, um ihre Gebührenschulden zu zahlen. Im September desselben Jahres umfasste die Flotte 87 Flugzeuge. Im Oktober wurde die Ausflottung des Superjet beschlossen. Anfang des Jahres 2020 war Interjet eine verschuldete Gesellschaft.
Im März 2020 musste Interjet die internationalen Flüge aufgrund der Corona-Pandemie einstellen. Ende März 2020 wurde berichtet, dass Interjet die Berliner Firma Cordner Aviation damit beauftragt habe, die komplette Flotte von 22 Superjets zu verkaufen.
Im weiteren Verlauf des Jahres 2020 ging Interjets gesamte Airbus-Flotte zurück an die Leasingfirmen und man begann, die Superjets in den aktiven Dienst zurückzuholen. Am 17. Dezember 2020 gab die Fluggesellschaft bekannt, aus finanziellen Gründen alle Flüge bis zum Jahresende einzustellen. Seit 11. Dezember 2020 war kein Flug mehr durchgeführt worden, und die Firma ging im April 2021 in Insolvenz.
Im April 2023 wurde offiziell die Auflösung der Gesellschaft und der Verkauf des Inventars beschlossen.

## Flugziele
Interjets Hauptflughafen war der Aeropuerto Internacional de la Ciudad de México, zweitgrößtes Drehkreuz der Flughafen Toluca, nahe Mexiko-Stadt. Des Weiteren nutzt die Fluggesellschaft die Flughäfen von Monterrey, Guadalajara und San José del Cabo.
Ende 2018 flog die Gesellschaft außer innerhalb Mexikos auch nach Costa Rica, El Salvador, Guatemala, Kanada, Kolumbien, Kuba, Peru und in die USA.

## Flotte
Mit Stand Oktober 2021 bestand die Flotte der Interjet aus 23 Flugzeugen mit einem Durchschnittsalter von 8,3 Jahren:
| Flugzeugtyp         | Anzahl | bestellt | Anmerkungen  | Sitzplätze |
| ------------------- | ------ | -------- | ------------ | ---------- |
| Airbus A320-200     | 01     |          | inaktiv      | 150        |
| Suchoi Superjet 100 | 22     |          | alle inaktiv | 93         |
| Gesamt              | 23     |          |              |            |